# Personaje din Lost
Aceasta este o listă de personaje din serialul american Lost, create de Damon Lindelof și J. J. Abrams.

## Personaje principale actuale
| Nume                               | Interpretat de     | Fostul domiciliu             | Ocupație/Statut (înaintea prăbușirii)                                                                                      |
| ---------------------------------- | ------------------ | ---------------------------- | --- |
| Richard Alpert (Seria 6–)          | Nestor Carbonell   | Necunoscut                   | Sfătuitor al “Celorlalți”                                                                                                  |
| Katherine "Kate" Austen (Seria 1–) | Evangeline Lilly   | Iowa, SUA                    | Fugară |
| Juliet Burke (Seria 3–)            | Elizabeth Mitchell | Miami, SUA                   | Unul din „Ceilalți” |
| Daniel Faraday (Seria 4–)          | Jeremy Davies      | Oxford, Marea Britanie       | Fizician |
| James "Sawyer" Ford (Seria 1–)     | Josh Holloway      | Knoxville, Tennessee, SUA    | Cămătar |
| Desmond David Hume (Seria 3–)      | Henry Ian Cusick   | Scoția, Regatul Unit         | cantonat la stația „Lebăda”, fost marinar, fost soldat în Regimentul Scoțian Regal al Forțelor Armate ale Maiestății Sale. |
| Sayid Jarrah (Seria 1–)            | Naveen Andrews     | Tikrit, Salah ad Din, Irak   | Fost ofițer de comunicații în Garda Republicană Irakiană                                                                   |
| Jin-Soo Kwon (Seria 1–)            | Daniel Dae Kim     | Namhae/Seul, Coreea de Sud   | Portar, mafiot |
| Sun Kwon (Seria 1–)                | Yunjin Kim         | Seul, Coreea de Sud          | Casnică |
| Benjamin Linus (Seria 3–)          | Michael Emerson    | Portland, SUA                | Lider al “Celorlalți” |
| Claire Littleton (Seria 1–)        | Emilie de Ravin    | Australia                    | A lucrat la un fast-food                                                                                                   |
| John Locke (Seria 1–)              | Terry O'Quinn      | Tustin, California, SUA      | Director regional la o fabrică de ambalaje, fost inspector de locuințe, fost vânzător                                      |
| Hugo "Hurley" Reyes (Seria 1–)     | Jorge Garcia       | Los Angeles, California, SUA | Milionar, fost angajat al unui fast-food                                                                                   |
| Dr. Jack Shephard (Seria 1–)       | Matthew Fox        | California, SUA              | Neurochirurg |
| Miles Straume (Seria 4–)           | Ken Leung          | California, SUA              | Medium |

## Foste personaje principale
| Nume                                | Interpretat de           | Fostul domiciliu                   | Ocupație (înaintea prăbușirii)                             | Motivul absenței                                     |
| ----------------------------------- | ------------------------ | ---------------------------------- | ---------------------------------------------------------- | ---------------------------------------------------- |
| Boone Carlyle (Seria 1)             | Ian Somerhalder          | Los Angeles, California, SUA       | Director al unei companii matrimoniale                     | Căzut cu epava unui avion dintr-un copac, mort       |
| Ana Lucia Cortez (Seria 2)          | Michelle Rodriguez       | Los Angeles, California, SUA       | Polițist, gardian la un aeroport                           | Împușcată de Michael, moartă                         |
| Michael Dawson (Seria 1–2)          | Harold Perrineau Jr.     | New York City, New York, SUA       | Lucrător în construcții, artist liber-profesionist         | A murit în explozia navei Kahana                     |
| "Dl." Eko (Seria 2–3)               | Adewale Akinnuoye-Agbaje | Nigeria/Australia                  | Fost lider războinic nigerian, preot catolic autoproclamat | A fost omorât de fumul negru                         |
| Charlotte Staples Lewis (Seria 4–5) | Rebecca Mader            | Essex, Marea Britanie              | Antropolog                                                 | A murit din cauza efectelor mișcării insulei în timp |
| Walt Lloyd (Seria 1)                | Malcolm David Kelley     | Sydney, New South Wales, Australia | Elev                                                       | A părăsit insula cu ambarcațiunea „Celorlalți”       |
| Charlie Pace (Seria 1–3)            | Dominic Monaghan         | Manchester, Anglia, Regatul Unit   | Muzician                                                   | A murit în explozia stației Looking Glass            |
| Shannon Rutherford (Seria 1–2)      | Maggie Grace             | Los Angeles, California, SUA       | Instructor de balet                                        | Împușcată de Ana Lucia, moartă                       |
| Libby (Seria 2)                     | Cynthia Watros           | SUA                                | Psiholog                                                   | Împușcată de Michael, moartă                         |

## Personaje secundare

### "Ceilalți"
Articol principal: Ceilalți (Lost)
- Tom
- Ethan Rom
- Alexandra "Alex" Rousseau
- Karl Martin
- Pickett
- Goodwin
- Bea Klugh
- Mihai Bakunin
- Jacob

### Alți supraviețuitori ai zborului Oceanic 815
- Bernard Nadler
- Rose Henderson
- Vincent
  - Interpretat de: Madison
  - Cunoscut și sub numele de: "câinele","Vinnie"
  - Apare în episoadele: "Pilot: Part 1," "Tabula Rasa," "Walkabout," "The Moth," 'Solitary," "All the Best Cowboys Have Daddy Issues", "Whatever the Case May Be", "Hearts and Minds", "Special," "Homecoming," "Outlaws," "...In Translation," "Do No Harm," "Exodus: Part 1," "Exodus: Part 2," "Man of Science, Man of Faith," "Orientation", "Everybody Hates Hugo," "...And Found," "Abandoned," "Collision," "The Hunting Party," "The Long Con," "Maternity Leave," "S.O.S.," "Three Minutes"
- Aaron Littleton
  - Interpretat de: diverși
  - Cunoscut și sub numele de: "bebelușul", "cap de gulie" (Charlie).
  - Apare în episoadele: "Do No Harm," "The Greater Good," "Born to Run," "Exodus: Part 1," "Exodus: Part 2," "Adrift," "Everybody Hates Hugo," "Abandoned," "What Kate Did," "The 23rd Psalm," "The Hunting Party," "Fire + Water," "The Long Con," "Maternity Leave," "Lockdown", "S.O.S.," "Three Minutes", "Live Together, Die Alone"
  - Originea numelui: Aaron, fratele lui Moise
- Cindy Chandler
  - Interpretată de: Kimberley Joseph
  - Apare în episoadele: "Pilot: Part 1," "Pilot: Part 2", "Tabula Rasa" (reused voice), "Adrift" (zărită), "Orientation" (fără dialog), "Everybody Hates Hugo," "...And Found," "Abandoned," "The Other 48 Days"
  - Profesie: stewardesă
- Edward Mars
  - Interpretat de: Fredric Lane
  - Cunoscut și sub numele de: "ofițerul","omul cu șrapnel"
  - Apare în episoadele: "Pilot: Part 1" (no dialogue), "Pilot: Part 2," "Tabula Rasa," "Whatever the Case May Be" (as a corpse), "Exodus: Part 1," "Exodus: Part 2," "What Kate Did"
  - Profesie: Ofițer
- Dr. Leslie Arzt
  - Interpretat de: Daniel Roebuck
  - Apare în episoadele: "Born To Run," "Exodus: Part 1," "Exodus: Part 2"
  - Cunoscut și sub numele de: "Arnzt" (Hurley)
  - Profesie: Profesor de științe de clasa a IX-a
  - Originea numelui: Cuvântul german pentru „doctor”

### Membrii Inițiativa DHARMA
- Pierre Chang
- Horace Goodspeed
- Kelvin Joe Inman
- Roger Linus
- Stuart Radzinsky

### Familia Widmore și angajații lui Charles Widmore
- Charles Widmore
- Penelope Widmore
- Matthew Abaddon
- Naomi Dorrit
- Martin Keamy
- Frank Lapidus

### Danielle Rousseau
- Interpretată de: Mira Furlan
- Apare în episoadele: "Pilot: Part 2" (voice), "Solitary," "Numbers," "Exodus: Part 1," "Exodus: Part 2," "One of Them," "Maternity Leave"
- Profesie: Om de știință
- Originea numelui: Jean-Jacques Rousseau, filosof din secolul al XVIII-lea
- Cunoscută și sub numele de: Franceza sau "Franțuzoaica" (Hurley, Sawyer, Ana Lucia)

## Personaje din secvențele video

### "Dr. Marvin Candle" / "Dr. Mark Wickmund"
- Interpretat de: François Chau
- Apare în episoadele: "Orientation", "What Kate Did", "?," "Live Together, Die Alone" (reused footage)
- Profesie: Aparent om de știință

### Gerald și Karen DeGroot
- Gerald DeGroot interpretat de: Michael Gilday
- Karen DeGroot interpretată de: Courtney Lavigne
- Apar in: "Orientation", "What Kate Did", "?"
- Profesie: Oameni de știință

### Alvar Hanso
- Interpretat de: Ian Patrick Williams (în videoclipul „Sri Lanka” din Lost Experience)
- Apare în episoadele: "Orientation"
- Profesie: Om de afaceri, fost producător și comerciant de armament

## Personaje de dinainte de insulă

### Dr. Christian Shephard
- Interpretat de: John Terry
- Apare în episoadele: "Walkabout" (no dialogue), "White Rabbit," "All the Best Cowboys Have Daddy Issues," "Outlaws," "Do No Harm," "Man of Science, Man of Faith," "The Hunting Party," "Two for the Road," "A Tale of Two Cities"
- Profesie: Fost chirurg-șef la Spitalul St. Bernard din Los Angeles
- Relații cu personajele: Jack (tată), Ana Lucia (tovarăș de drum), Sawyer (l-a întâlnit într-un bar)

### Sarah Shephard
- Interpretată de: Julie Bowen
- Apare în episoadele: "Do No Harm", "Man of Science, Man of Faith," "The Hunting Party," "A Tale of Two Cities"
- Relații cu personajele: Jack (fostă soție)

### Anthony Cooper
- Interpretat de: Kevin Tighe
- Apare în episoadele: "Deus Ex Machina," "Orientation," "Lockdown"
- Originea numelui: Anthony Ashley Cooper, primul Earl de Shaftesbury, prieten cu John Locke
- Relații cu personajele: Locke (tată)

### Listă a personajelor recurente din secvențele din trecut
| Numele personajului      | Numele actorului                                                  | Legături cu personajele principale                                                                   | Episoade                                                      |
| ------------------------ | ----------------------------------------------------------------- | --- | ------------------------------------------------------------- |
| Sergent-Maior Sam Austen | Lindsey Ginter                                                    | Kate (tată vitreg), Sayid (l-a luat prizonier)                                                       | "What Kate Did," "One of Them"                                |
| Chrissy                  | Meilinda Soerjoko                                                 | Unii supraviețuitori (vânzătoare de bilete)                                                          | "White Rabbit," "House of the Rising Sun," "Two for the Road" |
| Căpitanul Teresa Cortez  | Rachel Ticotin                                                    | Ana Lucia (mamă)                                                                                     | "Collision," "Two for the Road"                               |
| JD                       | John Dixon                                                        | Supraviețuitorii (însoțitoare de zbor)                                                               | Pilot: Part 1, Pilot: Part 2, Exodus: Part 2                  |
| Jason Elder/McCormick    | Aaron Gold                                                        | Ana Lucia (atacator, victimă) Sawyer (victimă)                                                       | "Collision," "The Long Con," "Two for the Road"               |
| Diane Jansen             | Beth Broderick                                                    | Kate (mamă), Sawyer (chelneriță)                                                                     | "Born to Run," "What Kate Did," "The Long Con"                |
| Helen                    | Katey Sagal                                                       | Locke (iubită)                                                                                       | "Orientation," "Lockdown"                                     |
| Noor "Nadia" Abed Jazeem | Andrea Gabriel                                                    | Sayid (iubită), Locke (clientă)                                                                      | "Solitary," "Lockdown"                                        |
| Jae Lee                  | Tony Lee                                                          | Sun (prieten, profesor de engleză), Jin (patron al hotelului la care era angajat)                    | "...And Found," "The Whole Truth," "The Glass Ballerina"      |
| Susan Lloyd              | Tamara Taylor                                                     | Michael (iubită), Walt (mamă)                                                                        | "Special," "Adrift"                                           |
| Richard Malkin           | Nick Jameson                                                      | Claire (prezicător), Eko (cunoștință)                                                                | "Raised by Another," "?"                                      |
| Mary Jo                  | Brittany Perrineau                                                | Sawyer (iubită), Hurley (fata de la loterie)                                                         | "Numbers," "Outlaws," "Everybody Hates Hugo"                  |
| Michelle                 | Michelle Arthur                                                   | Supraviețuitorii (însoțitoare de zbor)                                                               | Pilot: Part 1, Pilot: Part 2, Exodus: Part 2                  |
| Liam Pace                | Neil Hopkins (mai în vârstă), Zack Shada (mai tânăr)              | Charlie (frate mai mare)                                                                             | "The Moth," "Fire + Water"                                    |
| Dl. Paik                 | Byron Chung                                                       | Sun (tată), Jin (angajator)                                                                          | "...In Translation," "The Glass Ballerina"                    |
| Randy                    | Billy Ray Gallion                                                 | Locke (superior), Hurley (superior)                                                                  | "Walkabout," "Everybody Hates Hugo"                           |
| Carmen Reyes             | Lillian Hurst                                                     | Hurley (mamă)                                                                                        | "Numbers," "Everybody Hates Hugo"                             |
| Adam Rutherford          | Nu a fost interpretat                                             | Shannon (tată), Boone (tată vitreg), Jack (pacient; victimă a accidentului de mașină al soției sale) | "Man of Science, Man of Faith," "Abandoned"                   |
| Marc Silverman           | Zack Ward (mai în vârstă)                                         | Jack (prieten)                                                                                       | "White Rabbit," "Do No Harm"                                  |
| Leonard Simms            | Ron Bottitta                                                      | Hurley (prieten)                                                                                     | "Numbers," "Dave"                                             |
| Yemi Tunde               | Adetokumboh McCormack (mai în vârstă), Olekan Obileye (mai tânăr) | Eko (frate), Locke (viziune)                                                                         | "The 23rd Psalm," "?"                                         |

## Personaje din alte medii
De pe situl Fundației Hanso și jocul de realitate alternativă The Lost Experience:
1. Dr. Thomas Werner Mittelwerk
2. Hugh McIntyre
3. Peter Thompson
4. Joop
5. Rachel Blake, alias Persephone
6. DJ Dan